# Eniko-Tounte Enyedi
Eniko-Tounte Enyedi (Cluj-Napoca, 22 dicembre 1968) è un'ex cestista rumena.

## Carriera
Con la Romania ha disputato due edizioni dei Campionati europei (1987, 1995).